# Архимед (альбом)
«Архимед» — название шестого студийного альбома группы «Курара». Записан в Екатеринбурге на студии «Panda Music». Интернет-релиз состоялся 7 октября 2014 года. Позже альбом был издан на CD.

## Об альбоме
В год своего 10-летия, группа «Курара» выпускает альбом «Архимед», шестой по счету.
Официальный релиз альбома состоялся на нескольких интернет-ресурсах 7 октября 2014 года. В тот же день двое участников группы, Олег Ягодин и Александр Вольхин, представили публике свою новую работу в прямом эфире НАШЕго Радио Екатеринбург.
Альбом «Архимед» состоит из двух дисков. На первом, который носит название «Архимед», представлены 10 новых композиции, не издававшихся ранее на полноформатных пластинках; на втором, озаглавленном «Камни», звучат 6 «старых» песен группы в новых аранжировках.

## Список композиций

### Диск 1. Архимед
Слова и музыка всех песен — группа "Курара".
| №   | Название            | Длительность |
| --- | ------------------- | ------------ |
| 1.  | «Так оно и будет»   | 5:51         |
| 2.  | «Архимед»           | 4:21         |
| 3.  | «Рокки Rock'n'roll» | 5:18         |
| 4.  | «Не моё пальто»     | 5:34         |
| 5.  | «Барокамера»        | 6:20         |
| 6.  | «Локомотив»         | 4:51         |
| 7.  | «Январь»            | 4:16         |
| 8.  | «Е-рок»             | 6:21         |
| 9.  | «Утро»              | 6:37         |
| 10. | «Байконур»          | 9:08         |

### Диск 2. Камни
| №  | Название            | Длительность |
| -- | ------------------- | ------------ |
| 1. | «Босоногий пёс'13»  | 4:36         |
| 2. | «Камни'13»          | 5:35         |
| 3. | «Письмо'13»         | 3:52         |
| 4. | «Лётчики'13»        | 4:34         |
| 5. | «Дерево/Лето'13»    | 3:56         |
| 6. | «Екатеринбюргер'13» | 4:25         |

## Участники записи
- Олег Ягодин — вокал, синтезаторы, рояль, перкуссия;
- Юрий Облеухов — гитары, бас-гитара, синтезаторы, семплинг, программирование, бэк-вокал;
- Александр Вольхин — бас-гитара, гитара, Fender 6, синтезаторы, программирование;
- Василий Скородинский — барабаны, перкуссия;

а также:
- Алексей Захаров — саксофон («Архимед»);
- Александр Жемчужников — аранжировка струнных («Утро»);
- Струнная группа («Утро»): Даниил Баранов, Алексей Панкратов, Николай Усенко, Сергей Астафьев — скрипки; Дмитрий Яковлев, Александр Терещук — виолончели.

## Технический персонал
- Запись, инженеринг: Шамиль Гайнетдинов, Сергей Филипов, Александр Вольхин;
- Сведение: Артём Клименко и Курара;
- Мастеринг: Артём Клименко;
- Фотографии: Мария Елесина;
- Дизайн: Макс Рогов.

Запись сделана в студии МЕДИА-ЛАБОРАТОРИЯ «S.G.T.R.K» и «Panda-Music Studio» (Екатеринбург. Урал. Россия).